# Isoglossa justicioides
Isoglossa justicioides är en akantusväxtart som beskrevs av John Gilbert Baker. Isoglossa justicioides ingår i släktet Isoglossa och familjen akantusväxter. Inga underarter finns listade i Catalogue of Life.